# Naval (Huesca)
Naval (Nabal en aragonés) es un municipio español de la provincia de Huesca, comunidad autónoma de Aragón. Tiene un área de 47,44 km² con una población de 270 habitantes (INE 2017) y una densidad de 5,69 hab/km².
Naval se encuentra en la comarca del Somontano de Barbastro y dispone de colegio, consultorio médico, carnicería, panadería, farmacia, alfarería tradicional, albergue municipal Sierra de Arbe y un céntrico bar en la plaza del pueblo. 

## Geografía

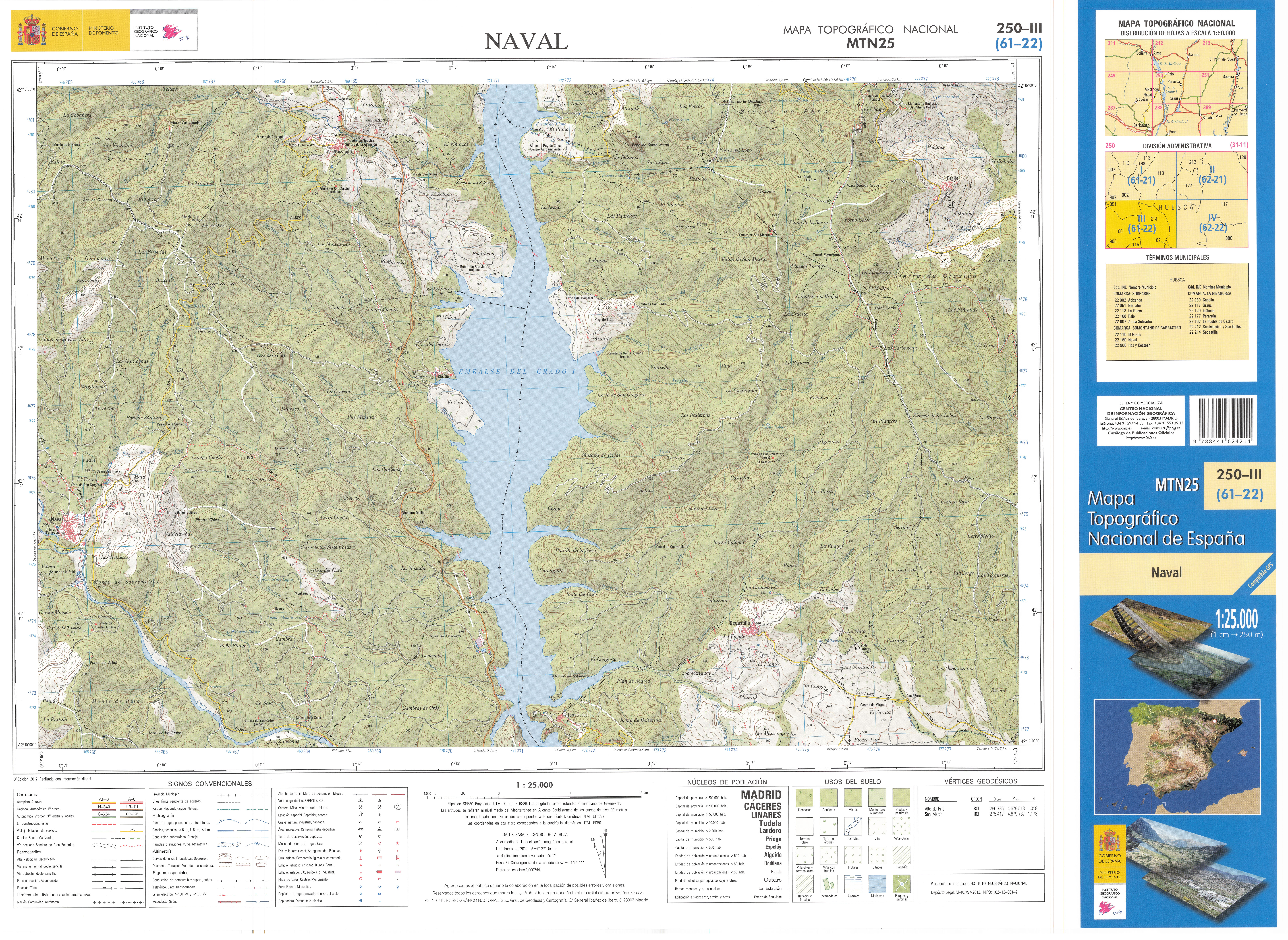
Mapa del término

Naval, por su situación geográfica a los pies de la sierra de Arbe fue hasta 1989, año de la construcción de un nuevo trazado en la carretera A-138 que evitaba el paso por el puerto del Alto del Pino y por tanto por la Villa de Naval, el camino natural de comunicación del Somontano con el Sobrarbe y con Francia. De acuerdo al censo del INE, en el año 2010 contaba con 265 habitantes, habiendo sufrido un prolongado declive iniciado ya en el siglo XIX y continuado a lo largo de todo el siglo XX. En el censo de 1857 habitaban en el municipio 1681 personas, núcleos incluidos, que en el censo del año 1900 ya se habían reducido a 1214.
Tras la construcción del pantano de El Grado, el vecino pueblo de Mipanas fue expropiado y su término municipal agregado a Naval. En el censo de 2010 contaba con 19 personas empadronadas.

### Núcleos deshabitados
Montarnero, La Muela, Paúl y Rosico.

## Demografía
Naval cuenta con una población de 273 habitantes (INE 2024).
| Gráfica de evolución demográfica de Naval entre 1842 y 2021 |
| |
| Población de derecho según los censos de población del INE Población de hecho según los censos de población del INEEntre el censo de 1970 y el anterior, crece el término del municipio porque incorpora a 22594 (Mipanas) |

## Administración y política
| Período   | Alcalde                      | Partido |  |
| --------- | ---------------------------- | ------- |  |
| 1979-1983 | José Charlez Torres          | UCD     |  |
| 1987-1999 | Antonio Juste Sampietro      | PSOE    |  |
| 1999-2011 | María Pilar Carruesco Buetas | CHA     |  |
| 2011-2019 | Javier Rodríguez Sopena      | PAR     |  |
| 2019-     | Eusebio José Buil Arauz      | PSOE    |  |

| Partido político    | Partido político                                   | 2003   | 2007   | 2011   | 2015   |
| Partido político    | Partido político                                   | Ediles | Ediles | Ediles | Ediles |
|                     | Partido Aragonés (PAR)                             | —      | —      | 3      | 4      |
|                     | Partido de los Socialistas de Aragón (PSOE-Aragón) | 1      | 2      | 2      | 2      |
|                     | Aragón Sí Puede                                    | —      | —      | —      | 1      |
|                     | Partido Popular de Aragón (PP)                     | 1      | 1      | 2      | 0      |
|                     | Independientes                                     | 0      | 0      | 0      | —      |
|                     | Chunta Aragonesista (CHA)                          | 5      | 4      | —      | —      |
| Total de concejales | Total de concejales                                | 7      | 7      | 7      | 7      |

## Patrimonio

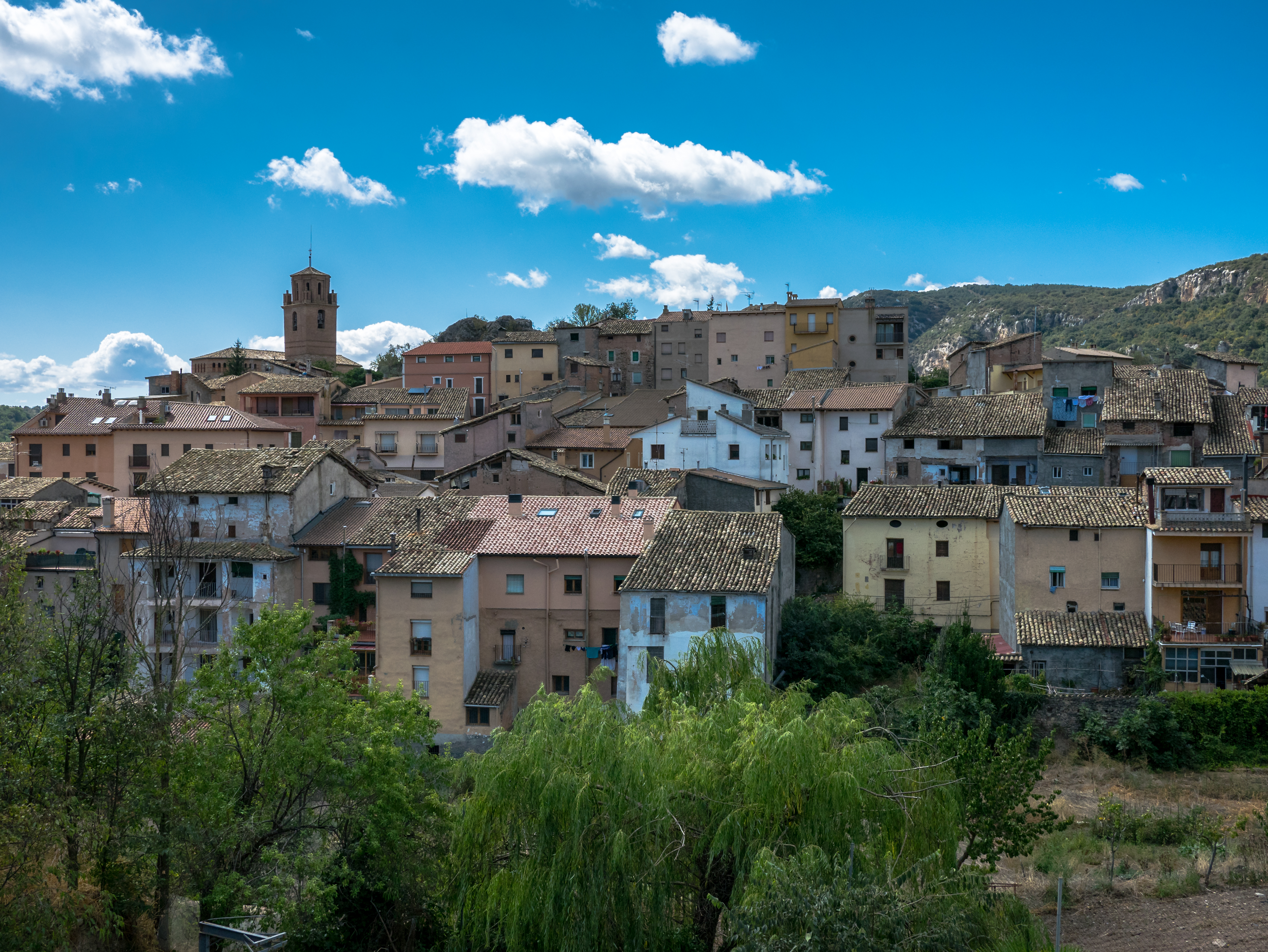
Naval

Naval tiene dos iglesias: Santa María de estilo gótico-renacentista del siglo XVI, y la de San Fabián y San Sebastián.

### Iglesia de Santa María
Declarada Monumento Histórico-Artístico en 1983, se alzó en la segunda mitad del siglo XVI, junto al castillo, y probablemente sobre las bases de otra anterior.
Se trata de un templo de grandes proporciones de estilo gótico aragonés, remodelado en los siglos XVII y XVIII. Consta de una nave de cuatro tramos y ábside poligonal, con cubierta de bóveda estrellada.
En el lado norte se hallan cuatro capillas: capilla del Obispo, junto al pórtico de acceso por ese lado; capilla de San Antonio ocupando la base de la torre; capilla de N.ª S.ª del Pilar de gran dimensión con planta de cruz latina cubierta con bóveda y cúpula esférica de lunetos en el crucero; y la capilla del Ángel, con acceso a la sacristía.
En el lado de la epístola, al Sur, se ubica la capilla de la Milagrosa, la capilla de San José, el pórtico de acceso a la iglesia con portada renacentista, y la capilla del Sepulcro.
La torre es de planta cuadrada y remate en chapitel octogonal. La parte inferior es de muros de mampostería y el resto de ladrillo con escasos motivos decorativos.
El retablo del altar mayor de madera policromada y trabajo plateresco aragonés del siglo XVI fue destruido en la Guerra Civil.

### Iglesia de San Fabián y San Sebastián
Ubicada en el centro de la Villa, datada en el siglo XVII, está dedicada a los patronos de la localidad.
El templo, de una sola nave cuenta con tres capillas además del altar mayor, sacristía y coro.
En 1962 se llevó a cabo una importante restauración con motivos ornamentales en yeserías y una pintura mural que hace las veces de retablo, ocupando todo el frontal, obra del pintor barbastrense Francisco Zueras.

### Capilla de San Antón
Ubicada en la parte más elevada y más antigua del casco urbano, en el barrio de Cotón, es un pequeño edificio rectangular de nave única y bóveda de cañón, datándose sobre el siglo XVII. En su interior se venera una imagen de San Antón, cuya festividad en enero va acompañada de las tradicionales hogueras.

### Antiguos Alfolíes o Almacenes para la sal
Interesante muestra de arquitectura civil, situada junto a la plaza Mayor y datada en el siglo XIII. En 1274 el rey Jaime I concedió a Naval el privilegio de monopolio estanco para la venta de la sal en una amplia zona de Aragón. Por este motivo se construyó un gran alfolí o granero de sal, capaz para más de 800 000 fanegas, con vivienda para el administrador.
La nave cuenta con grandes y sólidas columnas en el centro con motivos decorativos en madera sobre sus capiteles.

## Elementos de interés

### Salinas
Naval es conocido en el Somontano de Barbastro por su alfarería y por sobre todo sus salinas. Las salinas de Naval estaban ya activas en época musulmana. Cuando Pedro I conquistó Naval, las dejó en manos de sus propietarios a cambio de que le pagaran un quinto de la cantidad obtenida en ellas. En 1274, el rey Jaime I les concedió el monopolio para la venta de sal en gran parte de lo que actualmente es la provincia de Huesca. Durante varios siglos fueron explotadas por los vecinos de Naval, hasta su expropiación por Felipe V  en 1707. En 1870 se devolvió la propiedad alos vecinos. Actualmente se conservan en muy buen estado dos grupos de salinas, el Salinar de Iruelas, al N del pueblo, y el Salinar de la Rolda. En este último se han reformado las estructuras salineras hace ya unos años atrás. Además de las que se mantienen para obtener sal, se han abierto varias piscinas de agua salada para curar enfermedades como psoriasis, artritis, la osteoporosis y otras dado que contiene una densidad de sal superior a la del Mar Muerto.

### Santuario de los Dolores
Datada en el siglo XVIII, está ubicada en la partida de Santa Cruz, coronando su monte, con una magnífica vista panorámica.
Centro de devoción mariana muy visitado en toda la zona, sufrió muchas mejores en el siglo XX, las más importantes durante los años 60.

### Ermita de Santa Quiteria
Coronando un altozano se yergue esta ermita, junto al Castillo de Piedra Pisada. En sus inmediaciones tuvo lugar el 25 de diciembre de 1084 la batalla de Piedra Pisada, donde el ejército del rey taifa de Zaragoza derrotó al rey aragonés Sancho Ramírez.
Se viene datando la ermita en el siglo XVI, con remodelaciones en el siglo XVIII. Cuenta con una nave rectangular cubierta con bóveda estrellada, capilla y sacristías.
Según algunas fuentes su origen se remontaría a una iglesia románica edificada por los cristianos junto al antiguo castillo árabe.

### Centro de interpretación de la alfarería

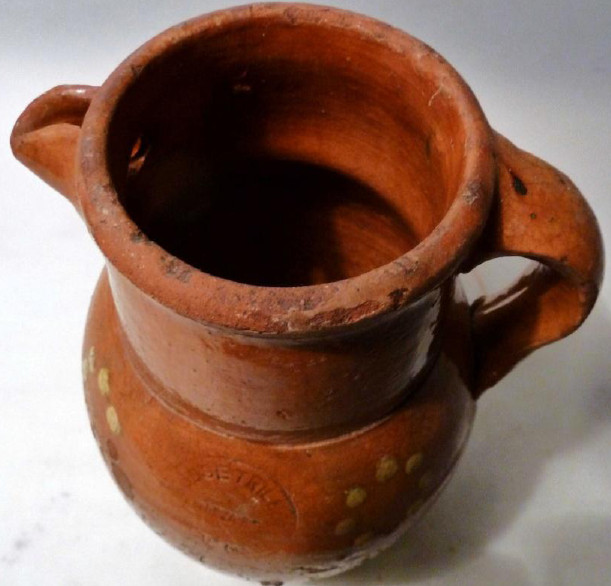
Jarra de vino o 'pichela' altoaragonesa de Naval, totalmente barnizada y con pico vertedor -sobrepuesto en el exterior de la pared de la vasija- que comunica con el interior por un orificio circular". Altura: 17,50 cm.

De la importancia que tuvo la alfarería en Naval dan prueba los 20 alfares que existían al comienzo de siglo XX. Todavía en 1940 había 14 talleres y 22 maestros alfareros. En las décadas de 1960 y 1970, la población de la villa descendió de 584 a 387 habitantes y las alfarerías desaparecieron.
En el año 2002 se recuperó el taller e instalaciones alfareras de Pedro Salanova, dedicando una parte a museo y otros espacios al centro de interpretación de la Alfarería de Naval, donde se pueden visitar el obrador, las balsas de decantación del barro y el horno árabe conservado en buen estado, del que salieron piezas tan típicas de la alfarería altoaragonesa como la pichela, curioso modelo de jarra para servir y medir el vino.